# 有賀園ゴルフ
株式会社有賀園ゴルフ（ありがえんごるふ）は、群馬県高崎市に本社を置くゴルフ関連企業。

## 概要
1961年に北関東地方で初めてのゴルフ練習場（打ちっ放し）を開場し創業。あくる1962年に法人「株式会社有賀園ゴルフ」を設立し、これに併せてゴルフ用品販売とゴルフ会員権の取引を開始するようになった。
関東地方を中心に1都5県に19店舗のゴルフ用品専門店、3店舗のアウトレットショップ（有賀園GOLFテラス）を出店している。また、ゴルフ会員権の取引仲介、ゴルフスクール、インターネット通販サイト（有賀園ゴルフネット）の運営も行なっている。2019年には、ゴルフフィットネス事業へ参入し、ゴルフスクール&ゴルフ専門フィットネス Progress【プログレス】をオープン。他に店舗開発、不動産賃貸管理を行なっている。

## 店舗名(所在地)
【店舗】
群馬県
高崎本店（高崎市）、NEW前橋店（前橋市）、桐生店（桐生市）、太田店（太田市）
栃木県
宇都宮店（宇都宮市）
埼玉県
NEW戸田店（戸田市）、草加店（草加市）、越谷店（越谷市）、NEW川越店（川越市）
神奈川県
新横浜店（横浜市）、東名川崎店（川崎市）
千葉県
千葉店（千葉市）、柏店（柏市）
東京都
大田池上店（大田区）、NEW杉並店（杉並区）、新橋TOKYO（港区）、小田急ハルク店（新宿区）、池袋東武店（豊島区）、西東京店（小平市）

【 有賀園GOLFテラス 】
埼玉県
越谷レイクタウン店（越谷市）
栃木県
那須ガーデンアウトレット店（那須塩原市）
宮崎県
有賀園GOLFテラス OUTLET GOLF SHOP（宮崎市）

【 ゴルフスクール 】
東京都
小田急・新宿ハルクスポーツ店 有賀園ゴルフスクール（新宿区）、プログレス（杉並区）
東名川崎店、柏店、越谷店、太田店内には、ダンロップゴルフスクールが併設されている。
【 物流センター 】
群馬県
インターネット物流センター（高崎市）